# ناحیه همن‌لینا
ناحیه هَمِن‌ْلینا زیرمجموعه‌ای از تاواستیای اصلی و یکی از ناحیه‌ها در فنلاند از سال ۲۰۰۹ است.

## شهرداری‌ها
| نشان ملی                    | شهرداری             |
| --------------------------- | ------------------- |
| Coat of Arms of Hämeenlinna | همن‌لینا (شهر)       |
| Coat of Arms of Hattula     | هات‌تولا (شهرداری)   |
| Coat of Arms of Janakkala   | یاناککالا (شهرداری) |